# Humiriastrum procerum
Humiriastrum procerum är en tvåhjärtbladig växtart som först beskrevs av Elbert Luther Little, och fick sitt nu gällande namn av José Cuatrecasas. Humiriastrum procerum ingår i släktet Humiriastrum och familjen Humiriaceae. Inga underarter finns listade i Catalogue of Life.